# Bahnhof Frankfurt am Main Stadion
Der Bahnhof Frankfurt am Main Stadion (bis 2005: Frankfurt Sportfeld) ist ein wichtiger Eisenbahnknotenpunkt im Süden von Frankfurt am Main und eine Station der S-Bahn Rhein-Main. Beim namensgebenden Stadion handelt es sich um das Waldstadion (seit 2020: Deutsche Bank Park).

## Geschichte
Der Bahnhof wurde im Zuge der Mainbahn von der Hessischen Ludwigsbahn 1863 in Betrieb genommen, deren erster Streckenabschnitt in diesem Jahr zwischen Bischofsheim und Goldstein eröffnet wurde. Er trug damals die Bezeichnung Goldstein, später: Frankfurt-Goldstein. 1879 wurde hier die Riedbahn nach Mannheim angeschlossen. Dadurch entwickelte sich der Bahnhof zu einem bedeutenden Eisenbahnknoten. Von dem namensgebenden Dorf Goldstein war er, abgelegen im Frankfurter Stadtwald positioniert, zu weit entfernt, um im Personenverkehr Bedeutung zu erlangen. Zum 1. Oktober 1907 wurde der Bahnhof aus der Zuständigkeit der Eisenbahndirektion Mainz herausgenommen und an die Direktion Frankfurt abgegeben.
1925 wurde in der Nähe des Bahnhofs das Frankfurter Waldstadion eröffnet (heute: Deutsche Bank Park). Der altgriechische Begriff Stadion war den Nationalsozialisten jedoch zu undeutsch, außerdem lehnten sie die sprachliche Anlehnung an den Humanismus ab. Nach der Machtergreifung und der Errichtung der Nazi-Diktatur wurde im Jahre 1935 zunächst die städtische Stadion GmbH in Sportfeld GmbH umbenannt. Im Jahre 1937 folgte die Deutsche Reichsbahn und benannte den Bahnhof in Frankfurt Sportfeld um. Die Rückbenennung erfolgte zum Fahrplanwechsel im Dezember 2005, im Vorfeld der Fußball-Weltmeisterschaft 2006. Man wollte damit dem internationalen Publikum gerechter werden; für die Frankfurter Stadtverordnetenversammlung ging es aber auch darum, sich von der Wortwahl der Nationalsozialisten zu distanzieren.
Im Zuge der zweiten Baustufe der Flughafenschleife Frankfurt entstand zwischen 1976 und 1979 an den beiden auf der Nordseite des Bahnhofs neu gebauten S-Bahn-Gleisen ein neuer Bahnsteig. Für den 210 m langen und 96 cm hohen Mittelbahnsteig mit den Gleisen 6 und 7 wurde die Unterführung entsprechend verlängert. Die neuen Gleisanlagen waren Richtung Flughafen mit 120 km/h befahrbar, in Richtung Frankfurt Hauptbahnhof aufgrund eines engen Bogens (445 m Radius) nur mit 100 km/h. Am 30. September 1979 wurde der fahrplanmäßige S-Bahn-Betrieb am neuen Bahnsteig aufgenommen. Bis Ende 2019 wurde die Strecke zwischen Frankfurt Stadion und dem Flughafen neutrassiert, um die neue Station Gateway Gardens anzubinden.
Am 16. September 1979 ging ein Relaisstellwerk (Typ SpDrS60) in Betrieb. Im Oktober 2019 wurde der Bahnhof sicherungstechnisch getrennt: S- und Fernbahngleise werden seither von verschiedenen Unterzentralen elektronischer Stellwerke gesteuert.

## Bahnhofsgebäude
Das Empfangsgebäude ist ein Typenbau der Hessischen Ludwigsbahn von 1879. Das zweigeschossige Empfangsgebäude aus Gelbsandstein zentrieren zu Gleis und Straße gewandte übergiebelte Risalite. Die Horizontale betont ein breites die Geschosse trennendes Gesims. Das Gebäude ist heute ein Kulturdenkmal aufgrund des Hessischen Denkmalschutzgesetzes.

## Anbindungen
In dem im Frankfurter Stadtwald gelegenen Knoten Stadion laufen von Westen die Mainbahn aus Mainz und die Flughafen-S-Bahn Frankfurt sowie von Süden die Riedbahn aus Mannheim zusammen. Da die Schnellfahrstrecke Köln–Rhein/Main von Köln her vorher in die Riedbahn einfädelt, laufen auch deren Verkehre durch den Knoten. Der Bahnhof ist nach Norden mit vier Gleisen über die Niederräder Mainbrücken an den Hauptbahnhof und nach Osten mit zwei Gleisen der ursprünglichen Trasse der Mainbahn an den Südbahnhof angeschlossen. Über Verbindungskurven und die Abzweigstelle Forsthaus ist dabei auch die Bahnstrecke Frankfurt am Main–Heidelberg angebunden.

## Betrieb

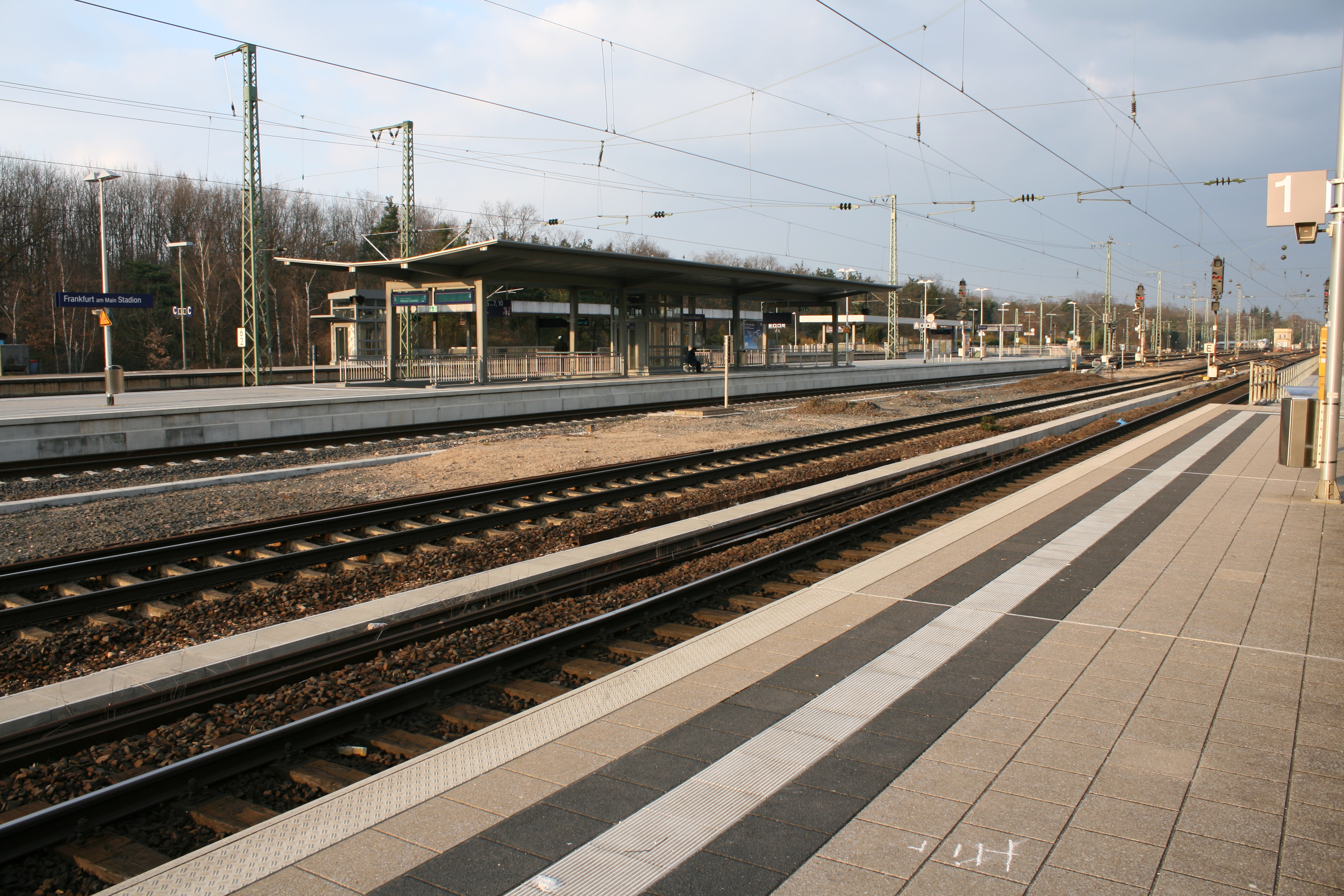
Die Bahnsteige

Der Stadionbahnhof trägt seinen Namen, da er als S-Bahn-Halt das zu Fuß etwa einen Kilometer entfernte größte Frankfurter Stadion, den Deutsche Bank Park, anbindet. Die zur Fußball-Weltmeisterschaft 2006 erheblich ausgebaute Station hat zwei Mittel-, einen Außen- und einen Sonderbahnsteig (Stumpfgleis), die durch zwei Unterführungen verbunden sind. Die Verkehrswege sind dem bei Fußballspielen entstehenden Andrang entsprechend dimensioniert.
Der Bahnhof wird von den Linien S 7, S 8 und S 9 der S-Bahn Rhein-Main bedient. Außerdem hält wochentags zweistündlich die Linie RE 59, zudem einzelne Züge der Linie RE 70.
| Linie                    | Verlauf | Takt                                                         | Betreiber      |
| ------------------------ | --- | ------------------------------------------------------------ | -------------- |
| RE 59                    | Frankfurt (Main) Flughafen – Frankfurt am Main Stadion – Frankfurt (Main) Süd – Frankfurt (Main) Ost – Maintal Ost – Hanau Hbf (– Kahl (Main) – Aschaffenburg Hbf) | 120 min (wochentags)                                         | HLB            |
| RE 70                    | Main-Neckar-Ried-Express: Frankfurt (Main) Hbf – Frankfurt-Niederrad – Frankfurt am Main Stadion – Zeppelinheim – Walldorf (Hessen) – Mörfelden – Groß Gerau-Dornberg – Groß Gerau-Dornheim – Riedstadt-Wolfskehlen – Riedstadt-Goddelau – Stockstadt (Rhein) – Biebesheim – Gernsheim – Groß-Rohrheim – Biblis – Bobstadt – Bürstadt – Lampertheim – Mannheim-Waldhof – Mannheim-Luzenberg – Mannheim-Neckarstadt – Mannheim-Handelshafen – Mannheim Hbf Stand: Fahrplanwechsel Dezember 2021 | einzelne Züge                                                | DB Regio Mitte |
| S7                       | Riedstadt-Goddelau – Riedstadt-Wolfskehlen – Groß Gerau-Dornheim – Groß Gerau-Dornberg – Mörfelden – Walldorf (Hess) – Zeppelinheim – Frankfurt am Main Stadion – Frankfurt-Niederrad – Frankfurt (Main) Hbf | 21/39 min (Riedstadt–Frankfurt) 30 min (Frankfurt–Riedstadt) | DB Regio Mitte |
| S8                       | Wiesbaden Hbf – Wiesbaden Ost – Mainz Nord – Mainz Hbf – Mainz Römisches Theater – Mainz-Gustavsburg – Mainz-Bischofsheim – Rüsselsheim Opelwerk – Rüsselsheim – Raunheim – Kelsterbach – Frankfurt am Main Flughafen Regionalbahnhof – Frankfurt (Main) Gateway Gardens – Frankfurt am Main Stadion – Frankfurt-Niederrad – (Frankfurt (Main) Hbf /) (nur HVZ) Frankfurt (Main) Hbf tief – Frankfurt (Main) Taunusanlage – Frankfurt (Main) Hauptwache – Frankfurt (Main) Konstablerwache – Frankfurt (Main) Ostendstraße – Frankfurt (Main) Mühlberg – Offenbach-Kaiserlei – Offenbach Ledermuseum – Offenbach Marktplatz – Offenbach (Main) Ost (– Mühlheim (Main) – Mühlheim (Main) Dietesheim – Steinheim (Main) – Hanau Hbf) (nur HVZ) | 30 min 10/20 min (Kelsterbach–Frankfurt Hbf zur HVZ)         | DB Regio Mitte |
| S9                       | Wiesbaden Hbf – Wiesbaden Ost – Mainz-Kastel – Mainz-Bischofsheim – Rüsselsheim Opelwerk – Rüsselsheim – Raunheim – Kelsterbach – Frankfurt am Main Flughafen Regionalbahnhof – Frankfurt (Main) Gateway Gardens – Frankfurt am Main Stadion – Frankfurt-Niederrad – Frankfurt (Main) Hbf tief – Frankfurt (Main) Taunusanlage – Frankfurt (Main) Hauptwache – Frankfurt (Main) Konstablerwache – Frankfurt (Main) Ostendstraße – Frankfurt (Main) Mühlberg – Offenbach-Kaiserlei – Offenbach Ledermuseum – Offenbach Marktplatz – Offenbach (Main) Ost – Mühlheim (Main) – Mühlheim (Main) Dietesheim – Steinheim (Main) – Hanau Hbf | 30 min                                                       | DB Regio Mitte |
| Stand: 15. Dezember 2024 | |                                                              |                |

## Baumaßnahmen

### 1. Ausbaustufe

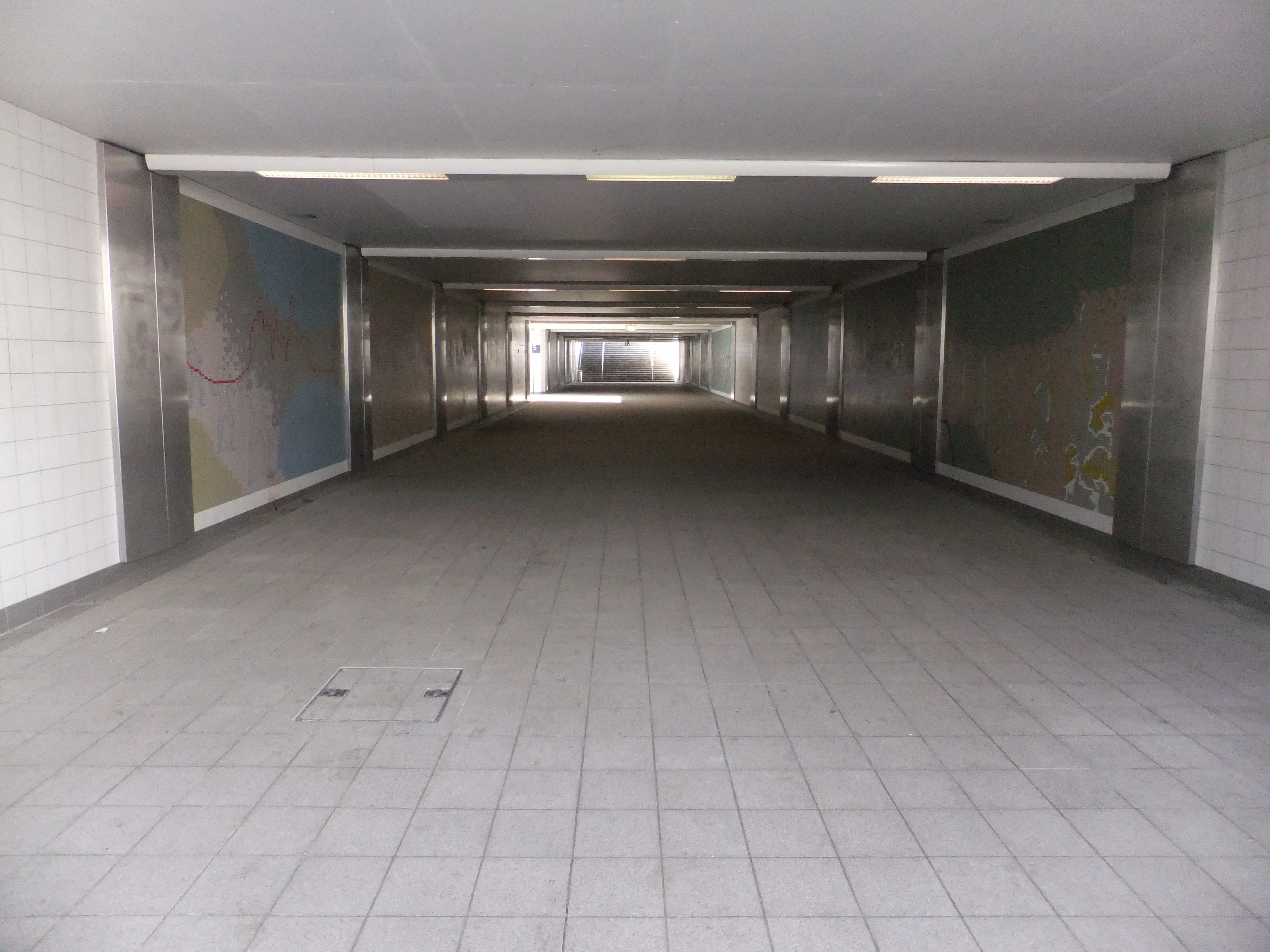
Unterführung des Bahnhofs Frankfurt am Main Stadion

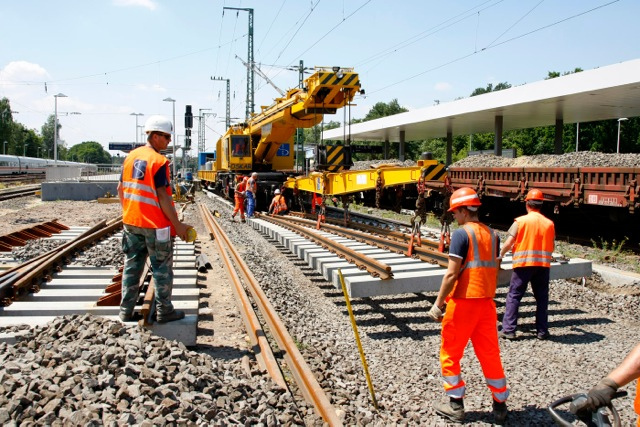
Umbaumaßnahmen 2010

Der erste Bauabschnitt der ersten Ausbaustufe wurde Anfang 2005 begonnen und im April 2007 beendet. Im Juni 2008 wurde das elektronische Stellwerk in Betrieb genommen. Im Zuge der ersten Ausbaustufe wurde der Bahnhof mit der neuen Gleisverbindung zwischen Main- und Riedbahn auf der Westseite von einem Keil- zu einem Kreuzungsbahnhof umgebaut. Die Arbeiten am zweiten Bauabschnitt der ersten Ausbaustufe begannen im März 2008. Im Dezember 2014 gingen Neubauten der Gleise 501 (Güterzuggleis) und 503 (verschwenktes Riedbahngleis) in Betrieb. Die gesamte erste Ausbaustufe mit einem Investitionsvolumen von 78 Millionen Euro sieht eine Neuordnung der Gleisanlagen mit Trennung der Verkehrsströme vor.

### 2. Ausbaustufe
In einer zweiten Ausbaustufe sollen Engpässe beseitigt und die Einführung der Neubaustrecke Rhein/Main–Rhein/Neckar ermöglicht werden. Dazu soll eine neue Strecke parallel östlich zur Bahnstrecke Mainz–Frankfurt vom Bahnhof Stadion bis nördlich des Mains entstehen; die eingleisige Verbindungsstrecke Niederrad–Forsthaus soll dabei kreuzungsfrei unterfahren werden und eine dritte Niederräder Brücke über den Main gebaut werden. Die neue zweigleisige, mit 100 km/h befahrbare Strecke soll zukünftig von Fernverkehr befahren werden, der so vom Regional- und Güterverkehr getrennt wird. Im Bahnhof Stadion wird die Strecke höhengleich angebunden. Nördlich der Niederräder Brücke soll sie in die Strecke 3620 Frankfurt-Niederrad Brücke–Gutleuthof übergehen, über die der südliche Bereich des Hauptbahnhofs erreicht wird. In früheren Planungen war noch eine Parallelführung der neuen Strecke entlang der Strecke 3620 bis zur Abzweigstelle Gutleuthof vorgesehen. Langfristig ist eine Anbindung an den Fernbahntunnel Frankfurt am Main geplant. Für den Ausbau waren 2013 240 Millionen Euro veranschlagt. 2022 waren Investitionen von 440 Millionen Euro vorgesehen.
2009 war der Baubeginn für 2015 geplant. Das Planfeststellungsverfahren begann 2013, der Planfeststellungsbeschluss wurde im Oktober 2021 erteilt. Der Baubeginn wurde am 6. Oktober 2022 gefeiert. Die Bauarbeiten sollen 2029 abgeschlossen werden.
Mitte 2024 gingen im Bahnhof drei neue Zwischensignale in Betrieb, um Richtung Flughafen-Fernbahnhof und Mannheim dichtere Zugfolgen zu ermöglichen. Darüber hinaus wurden auf diesen Gleisen zusätzliche Sperrsignale in östlicher Richtung, etwa 100 bis 200 m hinter Zwischensignalen, in Betrieb genommen. Durch zusätzliche Fahrstraßen mit neuen Wahldurchrutschwegen können mehr parallele Fahrten bzw. frühere Ein- und Ausfahrten (oft mit reduzierter Geschwindigkeit) in den Bahnhof ermöglicht werden. Für den Regelweg vom Ferngleis von Niederrad ins Regelgleis der Riedbahn besteht in der Signalisierung eine wesentliche Geschwindigkeitseinschränkung auf 60 km/h statt örtlich zulässiger 120 km/h.

### 3. Ausbaustufe
In einer dritten Ausbaustufe sollten, als Teil der Neubaustrecke Frankfurt–Mannheim, neue Gleise zwischen Frankfurt Stadion und Zeppelinheim entstehen und die Verkehre von und nach Richtung Mannheim konsequent von den Verkehrsströmen von und zum Flughafen getrennt werden. Darüber hinaus soll eine höhenfreie Verbindung zwischen der Riedbahn und der Strecke nach Frankfurt Süd für den Güterverkehr entstehen. Die dritte Baustufe soll an die Riedbahn und die Verbindungskurve Zeppelinheim anschließen, bevor die die Neubaustrecke Richtung Mannheim nahtlos in die Neubaustrecke Richtung Mannheim übergeht. Die Unterlagen für das Planfeststellungsverfahren des nördlichen Abschnitts der Neubaustrecke wurden im März 2021 eingereicht, im Juli 2022 allerdings wieder zurückgezogen und im Oktober 2024 erneut eingereicht. Die öffentliche Auslegung fand Anfang 2025 statt.
Nach Angaben von 2018 sollte die Inbetriebnahme der dritten Baustufe parallel zur zweiten Baustufe, im Dezember 2029, erfolgen. Das Planfeststellungsverfahren soll nunmehr voraussichtlich 2025 beantragt werden.

### Weitere Planungen
Im Zuge des Bundesverkehrswegeplans 2030 ist ein 1,0 km langes, zweigleisiges und mit 120 km/h befahrbares Überwerfungsbauwerk für den Zugverkehr zwischen Frankfurt Süd (Strecke 3650) und der Strecke zum Flughafen-Regionalbahnhof (Strecke 3683) geplant.